# Union Minière du Haut Katanga
La Union Minière du Haut Katanga (UMHK) fu una compagnia mineraria belga che operò nel Katanga, provincia dell'attuale Repubblica Democratica del Congo (inizialmente Stato Libero del Congo, quindi dal 1908 Congo Belga, dal 1971 Zaire).
La compagnia fu creata il 28 ottobre 1906 come risultato della fusione di una compagnia creata da Leopoldo II del Belgio e la Tanganyika Concessions Ltd. Quest'ultima era una compagnia britannica creata da Robert Williams che iniziò le prospezioni minerarie nel 1899 ed ottenne i diritti di concessione nel 1900.

La fusione aveva lo scopo di procedere con lo sfruttamento del bacino estrazioni minerario del Katanga.
La nuova società era di proprietà della Société générale de Belgique, la maggiore holding belga (che controllava il 70% dell'economia congolese) e dalla Tanganyika Concessions Ltd. Alcuni resti della UMHK costituiscono parte della attuale Umicore.

## Storia della compagnia

### L'estrazione del rame
Durante il periodo operativo, la UMHK contribuì grandemente alla economia del Belgio e, in misura minore, del Katanga (il quale si sviluppò più delle regioni confinanti, prive di simili risorse minerarie).
La compagnia potrebbe essere considerata fortemente capitalistica anche se il motto del tempo esprimeva al meglio l'approccio aziendale: "buona salute, buono spirito e alta produttività".
Fu probabilmente per questo approccio che, per ingraziarsi i lavoratori, la compagnia introdusse uno schema compensativo per gli incidenti già a partire dal 1928.
Le risorse minerarie del Katanga permisero la costruzione di linee ferroviarie, compresa la ferrovia di Benguela, collegando nel 1911 il Katanga con la costa dell'Angola, oltre ad altri collegamenti ferroviari verso la Rhodesia del Nord.
Negli anni successivi la produzione, specialmente di rame, crebbe grandemente: nel 1919 era salita a 22.000 tonnellate annue, lavorate in sette forni. Nel 1935 la UMHK entrò a far parte del World Copper Agreement e, nel 1950, il Congo era il quarto produttore mondiale di rame.

### L'uranio e la politica
Oltre al rame, per il quale era noto, il Katanga era ricco di altri minerali. La compagnia controllava l'esportazione in tutto il mondo del cobalto (nel 1950 la UMHK era responsabile del 75% della produzione), stagno, uranio e zinco provenienti dalle sue miniere.
Henri Buttgenbach, un famoso metallurgista belga e amministratore della UMHK a partire dal 1911, descrisse la cornetite, la fourmarierite, la cuprosklodowskite e la thoreaulite. Il ritrovamento in Katanga di depositi di radio diede quindi il via all'industria estrattiva belga del radio.

Johannes Franciscus Vaes, che studiò numerosi minerali provenienti dall'UMHK, è il responsabile della scoperta della billietite, masuyite, renierite, richetite, schuilingite-(Nd), sengierite, studtite and vandendriesscheite. Anche Gaston Briart, dal quale prende il nome la Briartite, era un consulente della UMHK.
Nel 1922 lo stabilimento della UMHK fu la prima raffineria per il minerale di uranio e nel 1926 aveva virtualmente il monopolio mondiale del mercato dell'uranio (possedendo la maggior parte dei depositi allora noti) che durò fino all'invasione tedesca nel 1940.

La maggior parte dell'uranio veniva raffinata in Belgio, ad Olen.
Nel 1939, Frédéric Joliot-Curie, direttore del nascente Centre National de la Recherche Scientifique (CNRS), si accordò con l'UMHK per la fornitura alla sua organizzazione di 5 tonnellate di ossido di uranio, per l'assistenza nella costruzione di un reattore e un milione di franchi, in cambio del brevetto su tutte le scoperte fatte dal CNRS e profitti divisi fra il CNRS e la UMHK.

L'ossido di uranio fu trasferito in Inghilterra prima che le truppe tedesche entrassero a Parigi.

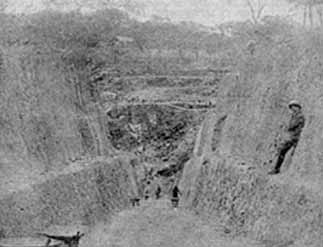
Shinkolobwe mine

Gli Stati Uniti d'America ottennero dell'Union Minière l'uranio necessario per la bomba atomica. Il 18 settembre 1942, in un incontro fra il capo della UMHK Edgar Sengier, il Generale degli Stati Uniti Kenneth Nichols del Progetto Manhattan, Nichols acquistò le 1.500 tonnellate di uranio (per la maggior parte estratte dalla minera di Shinkolobwe presso la città di Likasi) richieste per lo sviluppo del progetto Manhattan. A questa quantità, già presso gli Stati Uniti, si aggiunse altro minerale spedito dal Congo.

Il materiale estratto dalla minera aveva "un titolo di pechblenda estremamente alto. Nulla del genere era mai stato trovato"; il minerale conteneva il 65% di uranio e anche il materiale di scarto ne conteneva comunque il 20%; "dopo la guerra il MED e l'AEC considerarono un titolo interessante un titolo dello 0,3%".

Parte delle 1.200 tonnellate di uranio imagazzinate nella raffineria di Olen furono trafugate dalle truppe tedesche nel 1940 e vennero recuperate dalle truppe americane solo alla fine della guerra.
Durante il periodo d'oro, l'UMHK costruì scuole, dispensari, ospedali e strutture sportive. Nel 1959 i profitti belgi della Union Minière ammontò a 3,5 miliardi di franchi belgi e i diritti di esportazione pagati al governo congolese costituirono il 50% delle entrate del governo.
Allora le tasse delle colonie belghe sugli introiti della UMHK arrivavano al 66% del fatturato. Si riporta che nel 1960 il venduto annuo della UMHK ammontava a 200 milioni di dollari USD, producendo il 60% dell'uranio dell'occidente, il 73% del cobalto e il 10% del rame oltre ad avere nel Congo 24 società affiliate comprendenti impianti idroelettrici, industrie chimiche e ferrovie.
Tutto questo finì. Nel 1960 iniziò un periodo turbolento, con la dichiarazione di indipendenza Congolese. Nel 1961 la UMHK supportò la secessione della Provincia di Katanga dal Congo e l'uccisione di Patrice Lumumba, il primo ministro del Congo dopo il periodo coloniale belga.

In seguito alla secessione della provincia, l'Unione trasferì 1,25 miliardi di Franchi Belgi (35 milioni di USD) sul conto bancario di Moise Ciombe, un acconto sulle tasse che nel 1960 avrebbero dovuto esser pagate al governo di Lumumba.

Il 31 dicembre 1966 il governo Congolese, sotto il dittatore Mobutu Sese Seko, acquisì le proprietà e le attività della UMHK trasformandola nella Gécamines (Société générale des Carrières et des Mines), una compagnia mineraria di stato.

Una pessima dirigenza e la mancata applicazione dei moderni standard per l'industria estrattiva (anziché puntare allo svuotamento totale del giacimento), oltre che i furti da parte del dittatore Mobutu fecero sì che la produzione mineraria calasse del 70%. A questo punto le proprietà della UMHK non ancora acquisite da Mobutu furono assorbite dalla Société Générale de Belgique, successivamente divenuta parte della Union Minière (l'attuale Umicore).